# Muscle hypaxial du dos
Les muscles hypaxiaux du dos sont les muscles situés en avant du plan transversal des vertèbres et proche des vertèbres auxquels se rajoutent les muscles du dos responsables des mouvements des membres supérieurs et des côtes, soit : 
- le muscle trapèze,
- le muscle transverse de la nuque,
- le muscle latissimus du dos,
- le muscle grand rhomboïde,
- le muscle petit rhomboïde,
- le muscle élévateur de la scapula,
- le muscle dentelé postérieur et inférieur,
- le muscle dentelé postérieur et supérieur,
- les muscles intertransversaires antérieurs du cou,
- les muscles intertransversaires latéraux postérieurs du cou,
- les muscles intercostiformes.